# 格迪古鎮和考古遺址
格迪古鎮和考古遺址（英語：The Historic Town and Archaeological Site of Gedi），或稱格迪遺址（英語：Ruins of Gedi），是一個位在肯亞東部印度洋沿岸地區現代城鎮格迪旁邊的歷史和考古遺址。它同時位在阿拉布科索科凱國家公園境內。 它於2024年7月29日被宣佈為世界遺產。
格迪是中世紀眾多斯瓦希里沿海定居點之一。從索馬利亞巴拉韋延伸至莫三比克贊比西河，從索馬利南部一直延伸到肯亞-坦尚尼亞邊境的 Vumba Kuu，有116個已知的斯瓦希里遺址。 自1920年代殖民者重新發現格迪遺址以來，格迪遺址一直是對這些遺址進行最深入挖掘和研究的案例之一。基爾瓦基斯瓦尼遺址與本遺址相關，且同樣被列為世界遺產。
格迪遺址包括一座有城牆的城鎮及其外圍地區。 格迪的所有直立建築，包括清真寺、宮殿和眾多房屋，都是以石塊建造。定居點內還有大片空地，其中有土屋和茅草屋。
格迪位於沿海，與斯瓦希里海岸類似地點的聯繫，使其成為重要的貿易中心。儘管很少有歷史文獻專門將格迪與印度洋貿易聯繫起來，但該地點被認為是其所在地區最重要的地點之一。 格迪的建築和豐富的外來物質文化（包括陶器、珠子和硬幣），證明這座城市從11世紀到17世紀初被廢棄前的過程中不斷高度發展。